# Liste d'écrivains comoriens
Cette liste vise à recenser les principaux écrivains comoriens.

## Liste chronologique
- Aboubacar Saïd Salim (1949, Moroni)[1], romancier, nouvelliste, Le Bal des mercenaires (2003), La Loi des anges...

### 1950
- Mohamed Ahmed-Chamanga (1952, Anjouan)
- Kamaroudine Abdallah Paune (1953, Anjouan)[2], poète, Résonances (2001), Partages (2002), Mutsamudu, ma belle (2014), "Malik, enfant de la médina" (2022), "Au sortir de la nuit" (Juin 2023)
- Ibrahim Halidi Abderemane (1954-2020), essayiste, théoricien politique, Comores. Unité dans la pluralité (2021).
- Coralie Frei (12 octobre 1951, Anjouan), première écrivaine comorienne.
- Nassur Attoumani (1954, Moroni)[3], romancier, nouvelliste, poète, dramaturge, essayiste, Contes traditionnels de Mayotte: Nos ancêtres… les menteurs (2003), Autopsie d’un macchabée (2009)
- Mohamed Toihiri (1955, Mitsoudjé[4],[5], romancier, dramaturge, La République des Imberbes (1985), Le Kafir du Karthala (1992), La Route du Mystère (1997), Splendeurs et misères d’un bigame (2000)...

### 1960
- Mahamoud M'Saidie (1966, Ngazidja, Grande-Comore)[6], poète, essayiste, Le Mur du calvaire (2001), L’Odeur du coma (2005), Nuits sèches (2006), Tu t’appelles Cyclone (2016), Toi, le guerrier silex (2019)...
- Saindoune Ben Ali (1966 ?, Anjouan)
- Mab Elhad (1968, Moroni)[7], "poète-gendarme", Kaulu la mwando (2004), Regard biaisé. Entre le temps et l’espace (2016)
- Anssoufouddine Mohamed (1968, Mirontsy)[8], poète, nouvelliste, En jouant au concert des apocryphes (2012), Paille-en-queue et vol (2006)...
- Saindoune Ben Ali (1968 ou 1969, Anjouan)[9] Palangana (1992), Testaments de transhumance (1996), Feuilles de feux de brousse (2012), Malmémoires (2013)...

### 1970
- Soeuf Elbadawi (1970, Moroni)[10],[11], comédien, dramaturge, auteur, Moroni Blues / Chap. II (2007), Un dhikri pour nos morts la rage entre les dents  (2013), Obsessions de lune / Idumbio IV (2020)...
- Halidi Allaoui (1971, Anjouan)[12], poète, Cris d’ici et d’ailleurs (2008), À la reconquête de mes lunes (2014), Lunes et cris (2020)
- Salim Hatubou (1972, Grande Comore)[13], romancier, Le sang de l’obéissance (1996), L’odeur du béton (1998), Un conteur dans ma cité (2000), Marâtre (2003), Hamouro (2005), Les démons de l’aube (2006)...
- Ali Mohamed Fikri alias Oluren Fekre (1975, Moroni) [14], écrivain-musicien,théâtre : Je dois m'acheter un mari (2010), roman : La vie, cet exil... (2015)

### 1980
- Nassuf Djailani (1981), journaliste, poète, nouvelliste, metteur en scène, cofondateur de la revue "PROJECT-îles", Comorian Vertigo (2017), Cette morsure trop vive (2021)
- Nadjloudine Abdelfatah (1985, Mbeni)
- Adjmaël Halidi (1986, Anjouan)[15], poète, nouvelliste, Au Rythme des alizés (2006), Oraisons vespérales (2009), Nahariat (2011), Uhuru Afrika ! ( 2012), Bako et sa chèvre/Bako na imbuzi yahe ( 2017), Évanescence ( 2019), Cent poèmes avant l'aube (2021).
- Touhfat Mouhtare (1986-), Vert cru (2018), feu du milieu (2022)
- Kader Mourtadhoi (1987, Mohéli)[16], poète, Des murs à franchir (2014), Promesses d’aurore (2015), Des cercles d’échos (2017), Parole fragmentée (2020), Objets de pouvoir  (2021), L'aventure des objets (2022), Destins brisés (2024)
- Ali Zamir (1987, Anjouan)[17],[18], romancier, Anguille sous roche (2016, prix Senghor), Mon étincelle (2017), Dérangé que je suis (2019),
- Mohamed Ahmed Bacar Rezida, (1981, Anjouan)[19], Médecin, romancier, premier écrivain comorien à explorer le genre Thriller, Trois Contes des Comores (2017, prix Cœlacanthe Jeunesse 2018), La rédemption des iguanes (2018, le premier thriller de la littérature comorienne), Kamar Al-Koweît : Les  dessous du naufrage (2022).
- Omar Mirali  (1989, Grande Comore), Historien, écrivain et cofondateur du célèbre mouvement politique DAULA YA HAKI. Auteur de nombreux ouvrages dont Le silence de l'être aimé (2016, prix cœlacanthe 2017, publié sous le pseudonyme de Paul Maro), Ambariha ( L' Harmattan, 2023), Les portes du Pape ( L' Harmattan, 2024).

## Maisons d'édition
- KomÉdit, Comores Éditions, B.P. 535, Moroni (Comores)
- La Bouquinerie de Passamainty, 15 route de Vahibé, 97605 Passamainty, Mayotte
- Ressources en Océan Indien (dont édition) sur le site île-en-île